# Championnat d'Afghanistan de football
Le championnat d'Afghanistan de football a été créé en 2012.

## Histoire

Ancien logo de la compétition (jusqu'en 2020)

## Palmarès
| Année     | Champion               |
| 2012      | Toofaan Harirod FC (1) |
| 2013      | Shaheen Asmayee FC (1) |
| 2014      | Shaheen Asmayee FC (2) |
| 2015      | Spin Ghar Bazan FC (1) |
| 2016      | Shaheen Asmayee FC (3) |
| 2017      | Shaheen Asmayee FC (4) |
| 2018      | Toofaan Harirod FC (1) |
| 2019      | Toofaan Harirod FC (2) |
| 2020      | Shaheen Asmayee FC (5) |
| 2021      | FC Sorkh Poshan (1)    |
| 2022      | Attack Energy SC (1)   |
| 2023      | Non disputé            |
| 2024      | Attack Energy SC (2)   |
| 2024-2025 | Abu Muslim FC (1)      |

## Sources
- Palmarès du championnat d'Afghanistan sur le site RSSSF.com